# Flexbourg
Flexbourg – miejscowość i gmina we Francji, w regionie Grand Est, w departamencie Dolny Ren.
Według danych na rok 1990 gminę zamieszkiwały 373 osoby, 219 os./km².